# 黑鱼泡
黑鱼泡是一个位于中国黑龙江省大庆市的湖泊，面积约为180平方千米，平均水深约为1.2米，蓄水量约为10300万立方米。